# O dwóch takich, co ukradli księżyc (powieść)
O dwóch takich co ukradli księżyc – polska książka autorstwa Kornela Makuszyńskiego z 1928 roku. Od 1 stycznia 2024 roku powieść wraz z całym dorobkiem literackim Kornela Makuszyńskiego dostępna jest w domenie publicznej.

## Fabuła
We wsi Zapiecek na świat przychodzą bliźniacy – Jacek i Placek. Okazują się niesamowicie żarłoczni, okrutni i leniwi. Wiadomo, że nic dobrego z nich nie wyrośnie. Ponieważ nie chcą pracować – teraz ani w przyszłości – postanawiają ukraść złoty księżyc i go sprzedać. Na drogę wykradają matce ostatni bochenek chleba (który później zamienia się w kamień). Wkrótce wpadają w ręce złoczyńców. Gdy wyprawiają się do złotego miasta, poznają pozorną wartość wszystkich skarbów. Odmienieni wracają do Zapiecka i pragną pomagać rodzicom w pracy.

## Ekranizacje
- O dwóch takich, co ukradli księżyc – film z 1962 roku – rolę bliźniaków zagrali Lech Kaczyński i Jarosław Kaczyński.
- O dwóch takich, co ukradli księżyc – serial animowany z lat 1984–1989